# Jean Mauriac
Pour les articles homonymes, voir Mauriac.
Jean Mauriac, né le 15 août 1924 à Paris et mort le 24 août 2020 dans la même ville,, est un journaliste et écrivain français.

## Biographie
Jean Mauriac est le fils de François Mauriac et le frère de Claude Mauriac, Claire Mauriac (Claire Wiazemsky) et Luce Mauriac (Luce Mauriac Le Ray).
Il est entré comme journaliste politique à l'Agence France-Presse (AFP) en 1944, et a été affecté auprès du général de Gaulle dès la Libération et jusqu'à la démission du Général en avril 1969.
Il meurt à Paris le 24 août 2020. Il est enterré au cimetière de Vémars.

## Souvenirs du gaullisme
À 82 ans, en 2006, il livre de nombreux propos recueillis auprès des acteurs du gaullisme, dans L'après-de Gaulle.
« Le gaullisme, cette belle aventure commencée le 18 juin 1940, était mortel. C'est sa dégénérescence que retrace Jean Mauriac dans ce livre implacable et pour tout dire démoralisant. Cinq cents pages de confidences recueillies pendant trois décennies auprès des héritiers, qui relatent leurs rivalités, leurs haines recuites et leur aveuglement, entrecoupé de rares éclairs de lucidité (Le Monde). »
« C'est un psychodrame de jalousies et d'ambitions querelleuses qui s'empare, au lendemain du départ du Général, de ceux qui l'ont servi, et qui s'exacerbera encore, cinq ans plus tard, à la mort de Pompidou, autour de la rivalité entre Chaban et Giscard ; les ralliements à ce dernier étant encore plus mal perçus, et avec plus de raisons, que ceux dont put profiter Pompidou (Le Figaro). »

## Œuvres
- Mort du général de Gaulle, Paris, Grasset, 1972, Prix Aujourd'hui 1972, (réédition 1999).
- Malagar, éditions Sables, 1998.
- L'après-de Gaulle. Notes confidentielles 1969-1989, présenté et annoté par Jean-Luc Barré, Paris, Fayard, 2006.
- Le Général et le journaliste, conversations avec Jean-Luc Barré, Paris, Fayard, 2008.